# شاكر أفندي

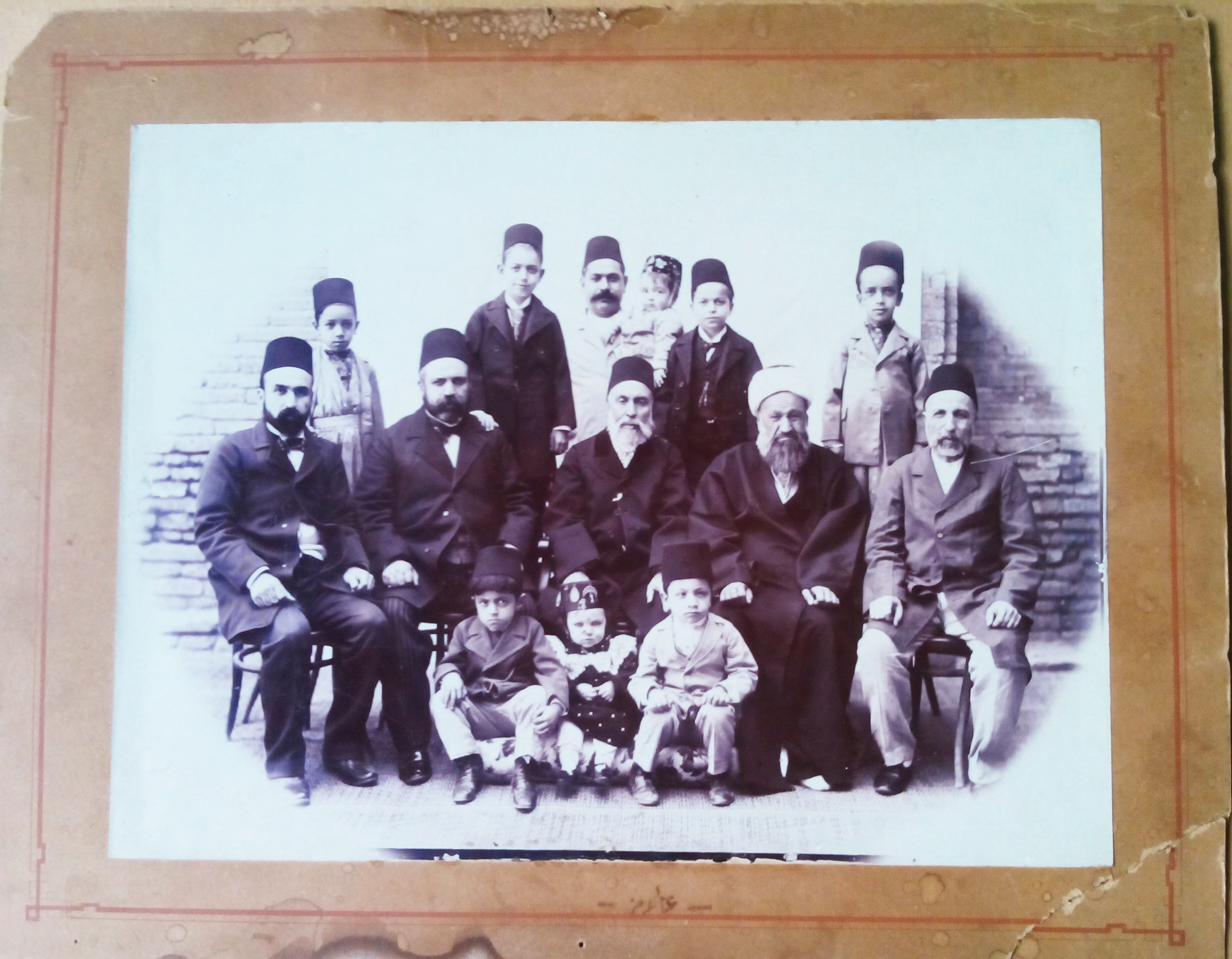
عائلة آل شاكر أفندي عام 1900م، ويظهر في وسط الصورة حفيدهُ محمد أفندي مع أولادهِ وأحفادهِ

وهو قائد عسكري عربي مسلم من أصول عائلة تركية ترجع بنسبها إلى القبائل العربية التي كانت تسكن بلاد الأناضول ( تركيا حاليا)، ولد شاكر أفندي في بغداد ونشأ وتربى فيها، ولقد قدم جدهُ الأعلى لبغداد من أزمير مع الحملة التي جاء بها السلطان العثماني مراد الرابع في عام 1048 هـ/1638م، والتي أنهت حكم الدولة الصفوية في العراق، ثم أستقر جده في بغداد بعد أن وضعت الحرب أوزارها. 

## دراسته
أنهى شاكر أفندي دراسته الأولية في بغداد ثم أكمل دراسته في الكلية العسكرية في إسطنبول والتي تسمى المدرسة الحربية وتخرج ضابطاً في جيش الدولة العثمانية.

## حياته
شغل شاكر أفندي مناصب إدارية في الدولة العثمانية حتى حاز منصب (القيمقام) في ولاية بغداد، وسار سيرة محمودة.
وكان لهُ مجلساً يقيمه في دارهِ الواقعة في محلة (جديد حسن باشا) وكان يرتادهُ أعيان البلد، والقادة والعلماء، وكان شاكر أفندي أديباً ورعاً تقياً، وبنى مسجداً يعرف باسم مسجد آل شاكر أفندي أو مسجد عثمان الواعظ يقع في سوق الصاغة الحديث، أمام بيوت آل شاكر في محلة (جديد حسن باشا) قرب سوق شارع النهر حالياً.

## وفاته
توفي شاكر أفندي عام 1235 هـ/1819م، في بغداد وشيع في موكب مهيب حضرهُ أعيان البلد، ودفن في مقبرة الخيزران، في منطقة الأعظمية.

## ومن أولاده وأحفاده
وترك شاكر أفندي من بعدهِ ولد واحد اسمه محمود أفندي وله منه ثلاثة أحفاد هم محمد أفندي، ومصطفى أفندي، وسلوم أفندي، ومن أولاد محمد أفندي الإداري عبد الرزاق أفندي رئيس كتاب ولاية بغداد في عهد الدولة العثمانية، وولدهِ الدكتور سلمان فائق (1910-2002م) من الأطباء المشهورين في بغداد، حيث كان طبيب الملك فيصل الثاني، وكان لهُ مستشفى باسمهِ في منطقة العلوية ببغداد. وكذلك من أحفادهِ العقيد إسماعيل حقي آل شاكر الذي شغل مناصب قيادية وعسكرية في المملكة العراقية، وصالح زكي بك (1900-1969م) الإداري القدير الذي شغل منصب رئيس كتاب الحسابات في وزارة الدفاع العراقية.
ومن أعيان هذه الأسرة الإداري عثمان أفندي آل شاكر الذي كان رئيس محاكم تمييز البصرة، وتوفي في طاعون البصرة عام1312 هـ/1895م، ومن بعدهِ أبنهِ موسى كاظم بك (1895-1980م)، الذي تقلد مناصب إدارية وقضائية كثيرة في عهد المملكة العراقية وحاز على وسام الرافدين من الدرجة الثالثة لأخلاصهِ ووفائهِ، ومن المناصب التي تولاها منصب مدير الداخلية ومنصب مدير عام الأوقاف، ومنصب متصرف لواء (محافظ) عدة ألوية في العراق منها لواء العمارة، ولواء الديوانية، ولواء المنتفك والحلة وديالى ولمدة قصيرة كان متصرف في لواء السليمانية،  ومن أولادهِ طبيب العيون المعروف غسان موسى كاظم (1939-2013م)، والطبيب عبد الرزاق الذي تخصص في طب العظام والمفاصل.